# Zachariás Barbitsiótis
Zachariás Barbitsiótis (en grec moderne : Ζαχαριάς Παντελάκος), surnommé Barbitsiótis (Μπαρμπιτσιώτης) ou kapetan Zachariás (Καπετάν Ζαχαριάς), né le 22 octobre 1759 à Varvítsa et mort le 20 juillet 1804, est un klephte grec du Péloponnèse durant les dernières années de la domination ottomane sur la Grèce. Il est décrit par le poète Kyriákos Kássis (en) comme le meilleur klephte du Taygète.

## Biographie

Drapeau de la bande de Zachariás

Statue de Zachariás à Sparte

Zachariás Barbitsiótis Pantelákos est né le 22 octobre 1759 à Varvítsa en Laconie. Sa famille est originaire du Magne. Le nom de son père est Theódoros et le nom de sa mère est inconnu. En 1775, son frère Pantélis, est assassiné par les Turcs. Zachariás, voulant se venger, se rend à Loggastra, dans le nord de la Laconie, où il rejoint une bande de klephtes commandée par kapetan Mantzáris.
L'année suivante, lors de la bataille de Rekítsas, il charge les Turcs. Les autres klephtes le suivent et poursuivent les Turcs. Cet incident lui vaut la reconnaissance de ses camarades pour sa bravoure. Cependant, Mantzáris est en colère contre Zachariás car il n'a pas suivi les ordres. Zachariás part alors fonder son propre groupe de soixante hommes sous son propre drapeau.
La renommée de Zachariás s'accroit encore lorsqu'il vainc les Turcs à la bataille de Salési en Arcadie.
En 1787, il invite tous les chefs des bandes de klephtes du Péloponnèse à une réunion, et ils forment une fédération klephtes-armatoles. Cette fédération lui apporte encore plus de pouvoir et il est nommé commandant en chef de la fédération. Entre-temps, il a construit sa propre forteresse dans les montagnes du Magne, et de là il lance ses raids sur les Turcs.
Pendant ce temps, le klephte Andréas Androútsos (el) (père d'Odysséas Androútsos), est expulsé par les Turcs de sa base à Égine et s'échappe sur le navire de Lámbros Katsónis. Ils débarquent dans le Magne, où ils sont accueillis par Zachariás et le jeune Theódoros Kolokotrónis.
Les Turcs étendent en 1804 leurs efforts pour capturer Zachariás ainsi que l'ancien bey du Magne, Tzanétos Grigorákis (en), qui s'est retiré dans les montagnes après avoir été déposé et après les événements de l' invasion ottomane du Magne en 1803. La raison de cet intérêt accru pour la capture de Zachariás est qu'il a été révélé qu'avec Tzanétos et d'autres Maniotes (en) éminents, il a conspiré avec Napoléon Bonaparte, qui leur avait envoyé des armes françaises. Seremet est responsable de la tentative de capture de Zachariás.
Seremet, sachant qu'il est presque impossible de le capturer sans faire de victimes, décide de l'assassiner. Les Turcs approchent un Maniote du nom de Koukéas et organisent avec lui la tentative d'assassinat. Koukéas part voir Zachariás et lui dit qu'une flotte turque est apparue au large de Kitries (en). Lorsque Zachariás vient enquêter lui-même, il est assassiné près de Kardamýli.